# Mirella Arnhold
Mirella Silva Prado Arnhold (São Paulo, 30 de maio de 1983) é uma esquiadora alpina brasileira. Ela competiu nos Jogos Olímpicos de Inverno de 2002 – Salt Lake City, Estados Unidos – e nos Jogos Olímpicos de Inverno de 2006 – Turim, Itália.
Arnhold é graduada em Administração Pública pela Fundação Getulio Vargas. Ela já residiu em nove países: Alemanha, Áustria, Argentina, Brasil, Chile, França, Inglaterra, Itália e Suíça. Ela fala seis idiomas: português, inglês, espanhol, francês, italiano e alemão.